# Sévérac d'Aveyron
Sévérac d'Aveyron is een gemeente in het Franse departement Aveyron in de regio Occitanie die deel uitmaakt van het arrondissement Millau. De gemeente telde 4.044 inwoners op 1 januari 2022.

## Geschiedenis
De gemeente is op 1 januari 2016 ontstaan door de fusie van de gemeenten  
Buzeins, Lapanouse, Lavernhe, Recoules-Prévinquières en Sévérac-le-Château.

## Geografie
De oppervlakte van Sévérac d'Aveyron bedraagt 208,72 vierkante kilometer; Op 1 januari 2022 was de bevolkingsdichtheid 19,4 inwoners per km².
Qua oppervlakte is Sévérac d'Aveyron de grootste gemeente van het departement Aveyron. De Aveyron stroomt door de gemeente.
De onderstaande kaart toont de ligging van Sévérac d'Aveyron met de belangrijkste infrastructuur en aangrenzende gemeenten.

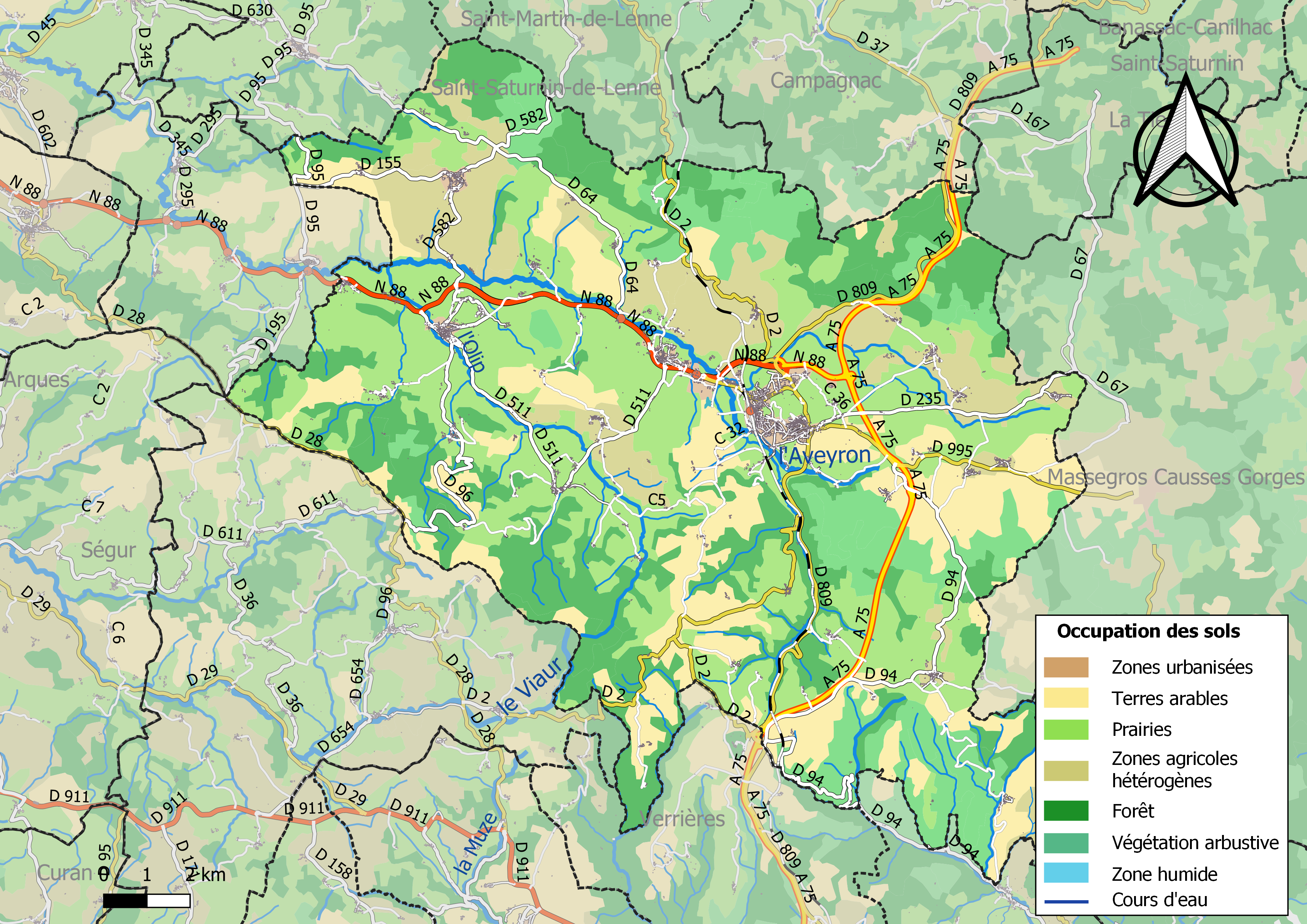

## Verkeer en vervoer
In de gemeente ligt het station Sévérac-le-Château.
De autosnelweg A75 loopt door de gemeente.

## Bezienswaardigheden
- Kasteel van Sévérac, met bouwfasen in de middeleeuwen en de 17e eeuw
- Maison de Jeanne, 14e-eeuws vakwerkhuis in Sévérac-le-Château
- Maison des Consuls in Sévérac-le-Château
- Kapel Notre-Dame de Lorette (1651)
- Kerk Saint-Chély
- Kerk Saint-Dalmazy
- Kerk Saint-Sauveur
- Moulin de la Calsade, watermolen van het einde van de 18e eeuw
- Kerk van Lapanouse
- Château de Loupiac (1443) in Lapanouse
- Château de Buzareingues in Buzeins
- Kerk Saint-Grégoire van Lavernhe (11e eeuw)
- Château de Recoules in Recoules-Prévinquières (14e eeuw)

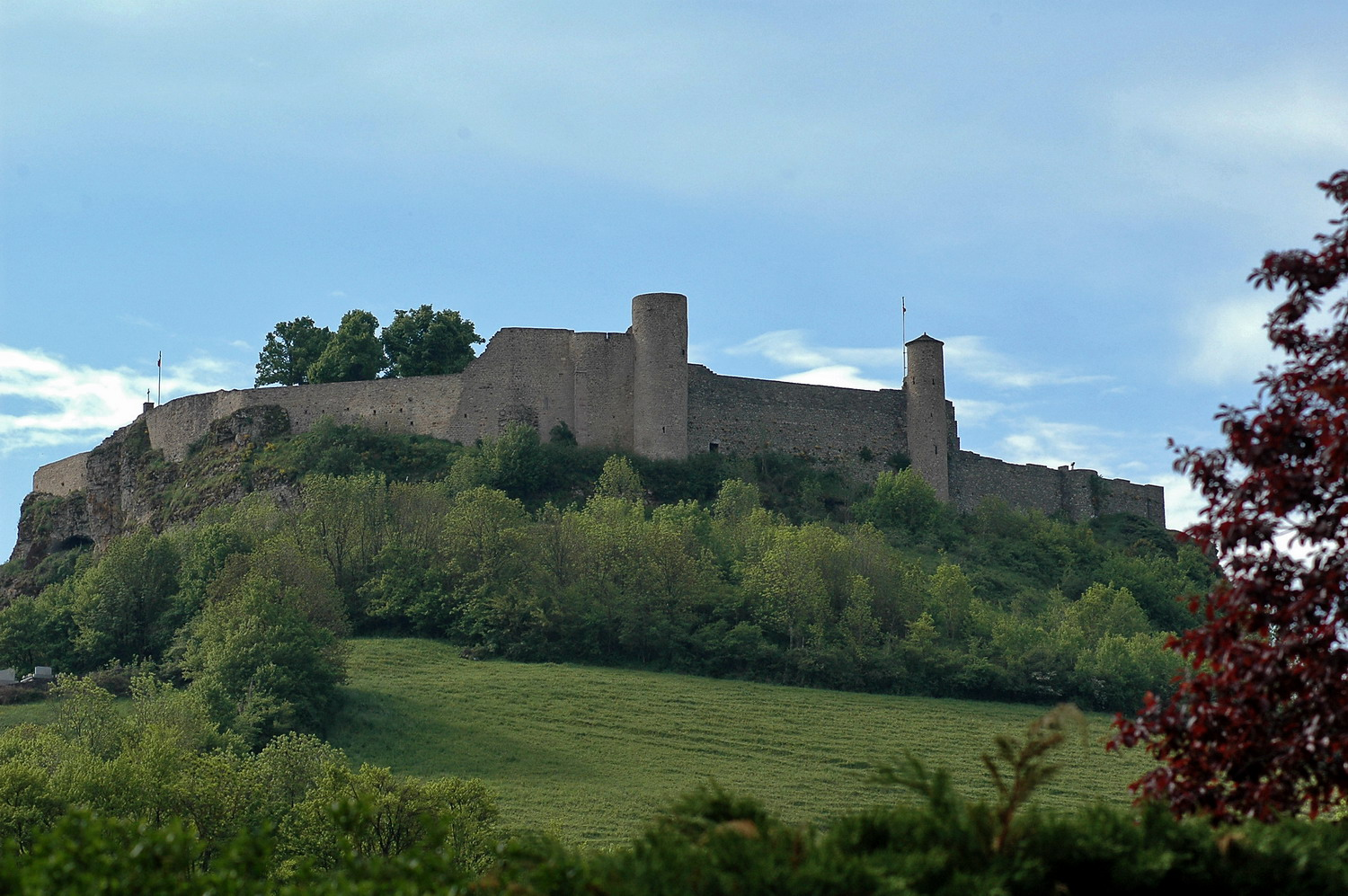
Kasteel van Sévérac
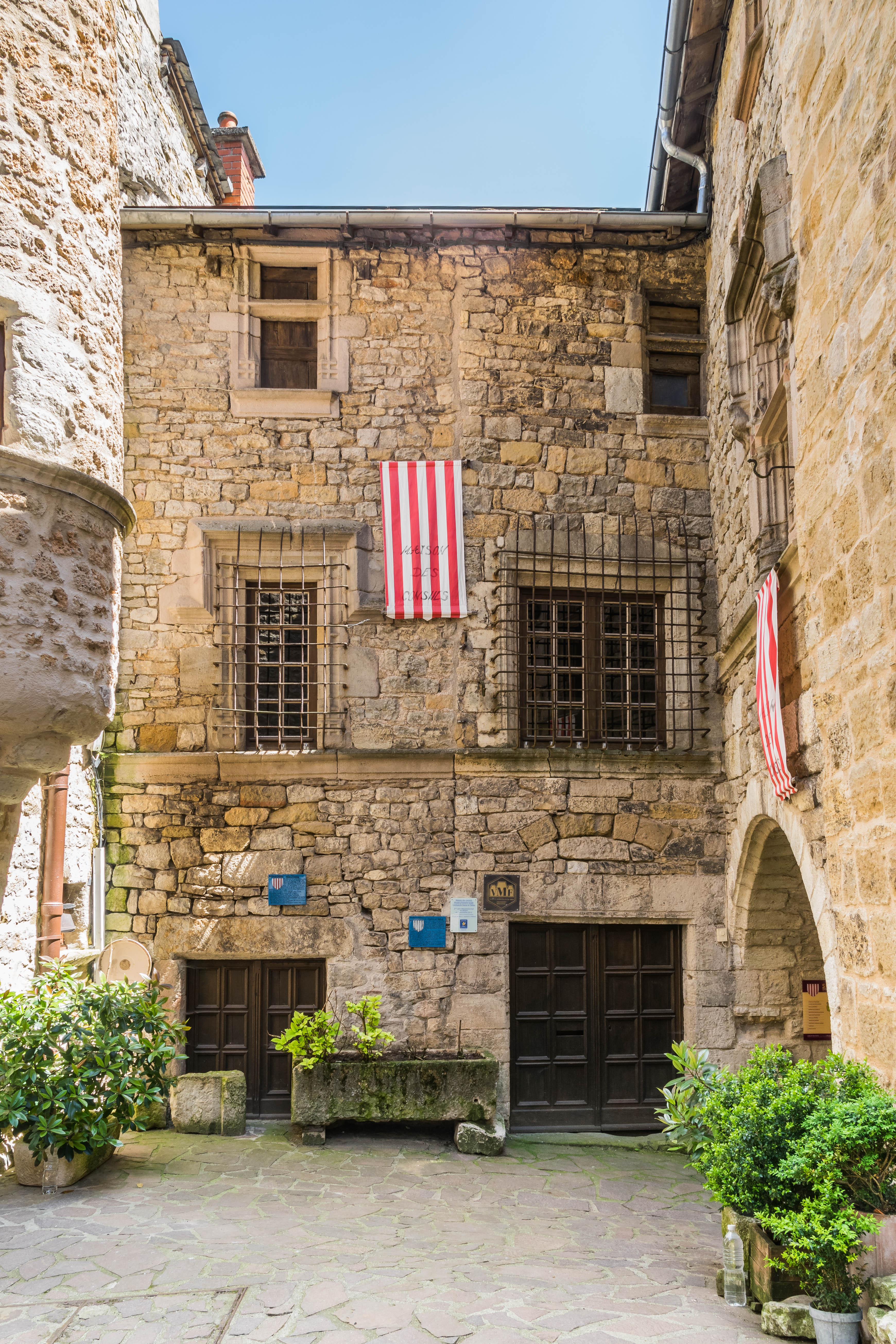
Maison des Consuls
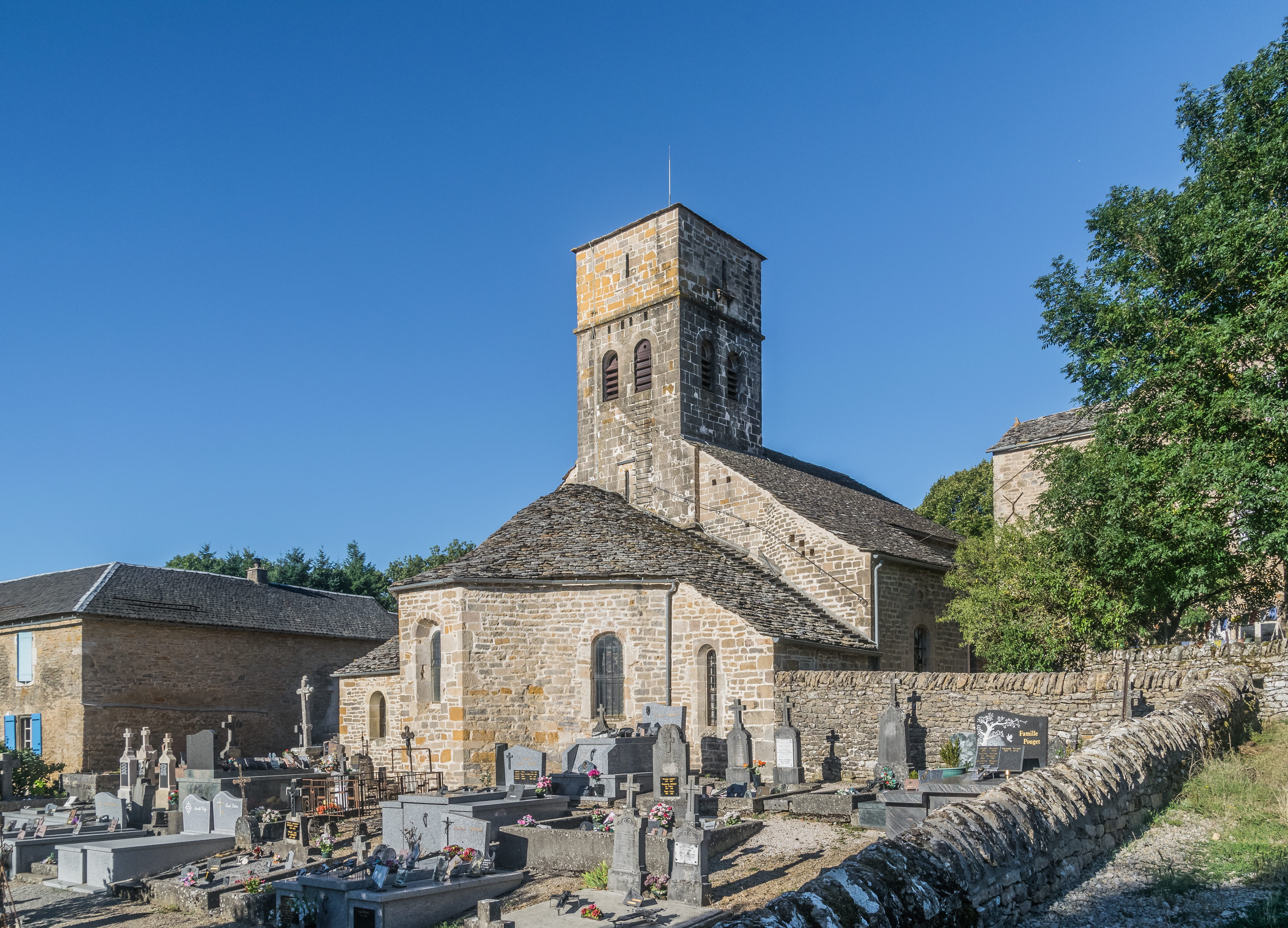
Kerk Saint-Dalmazy
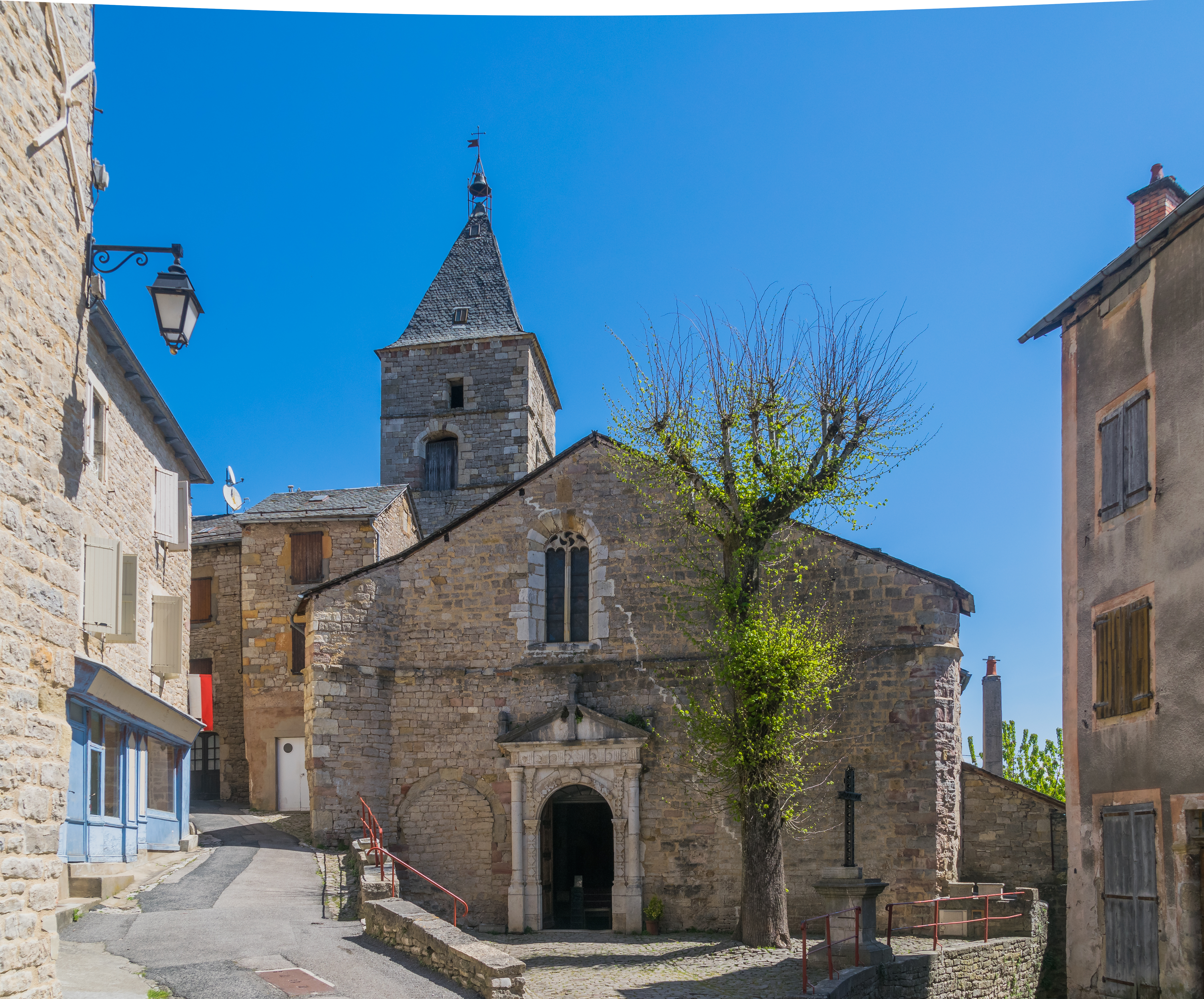
Kerk Saint-Sauveur
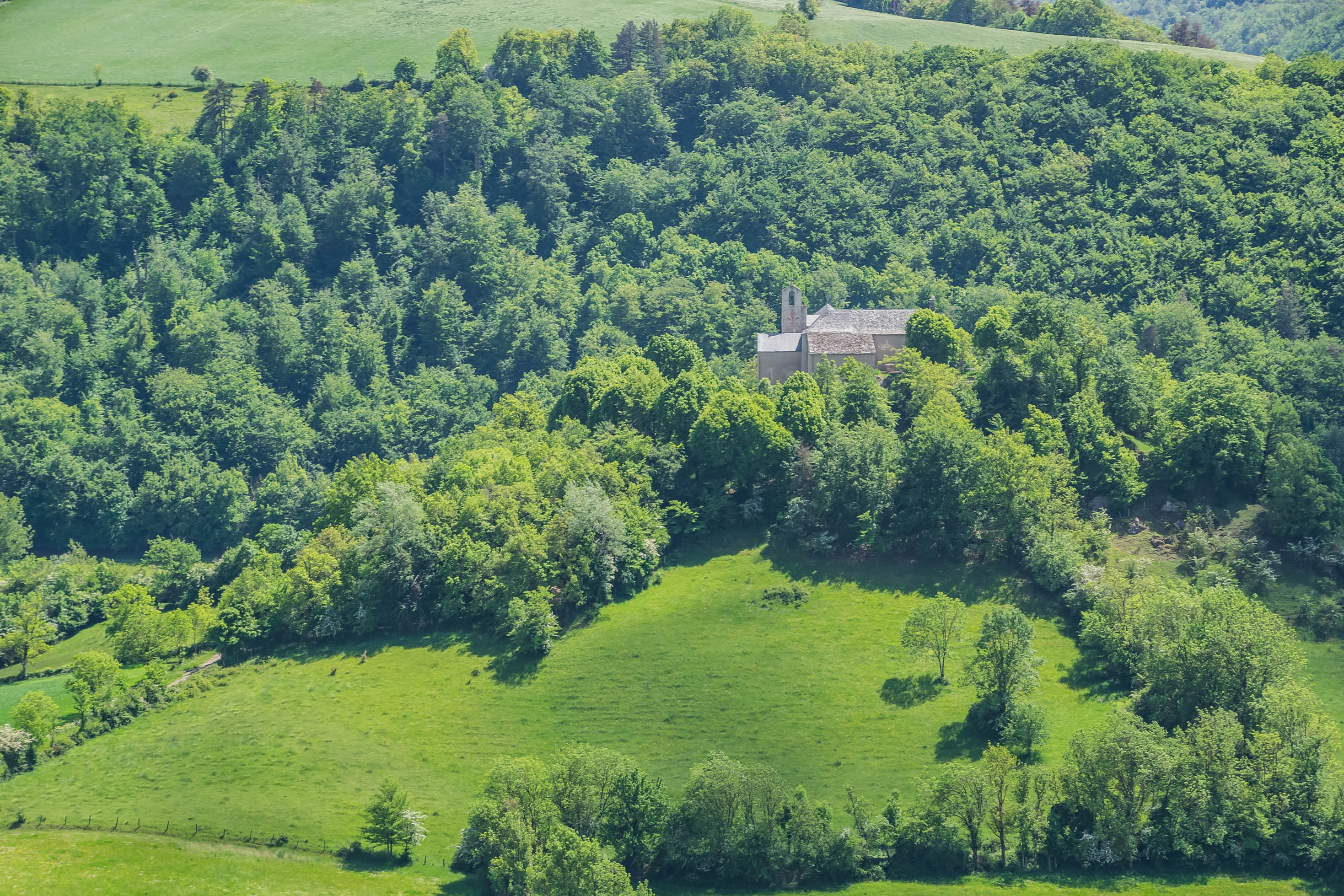
Kapel Notre-Dame de Lorette
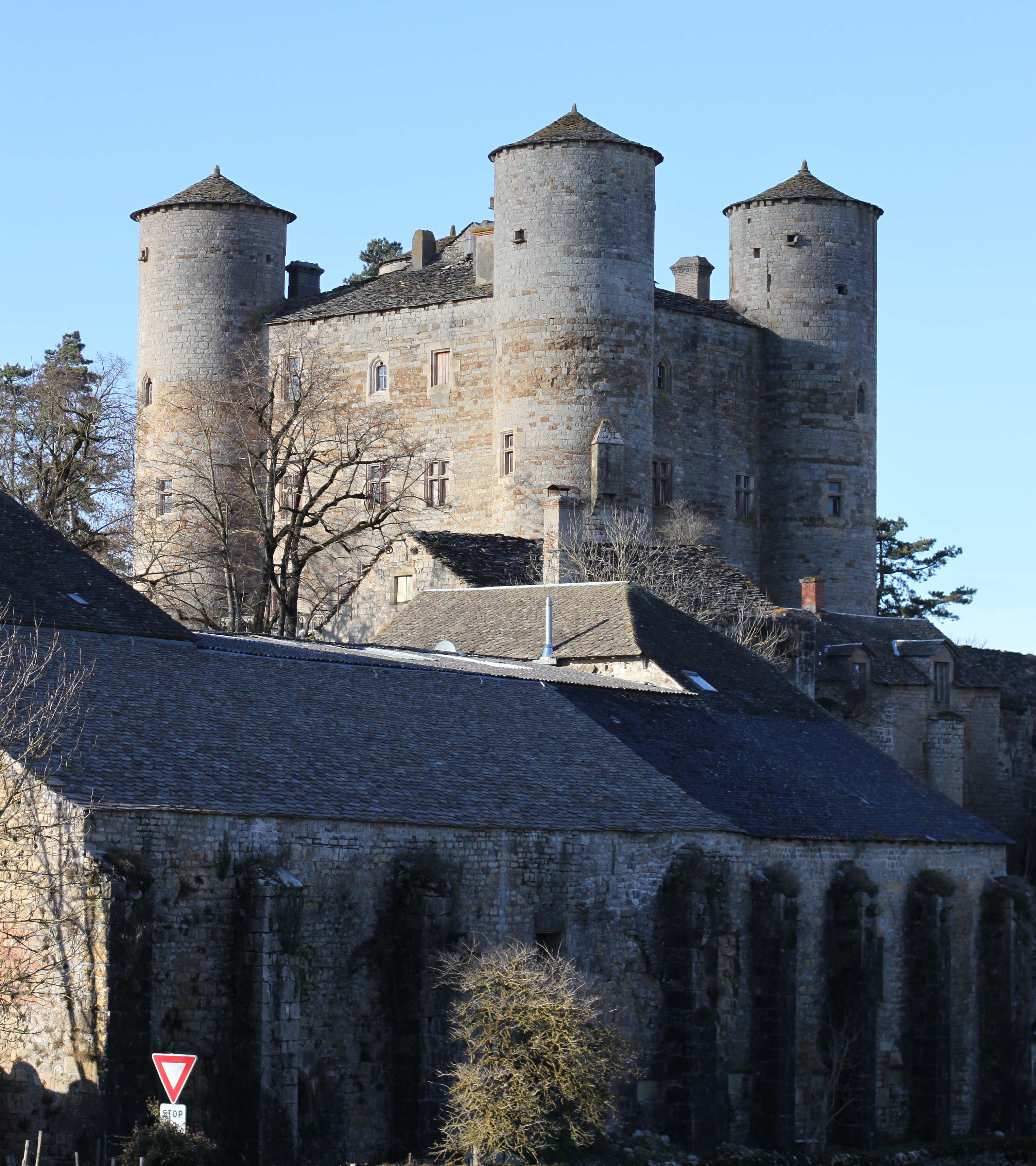
Château de Loupiac
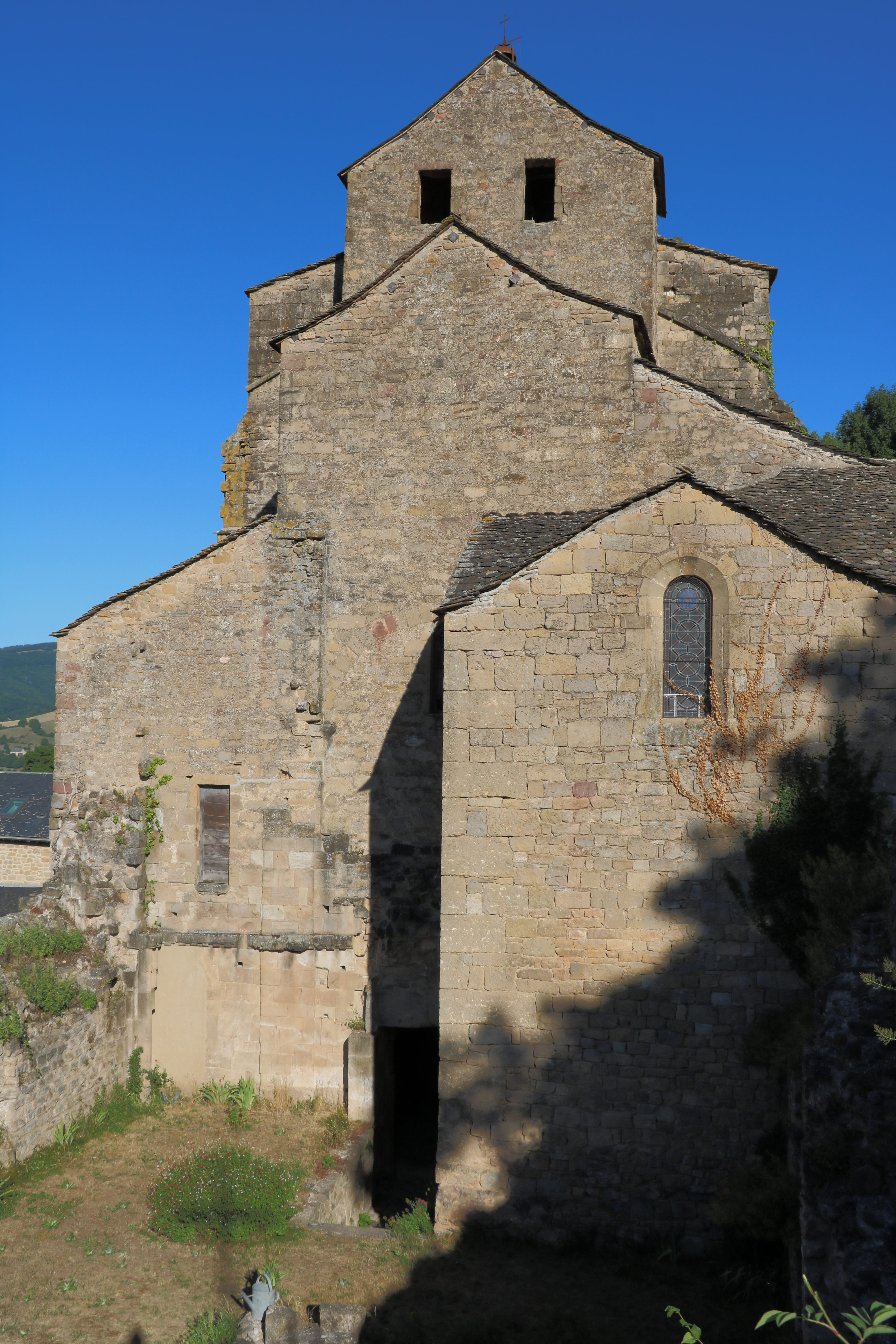
Kerk Saint-Grégoire
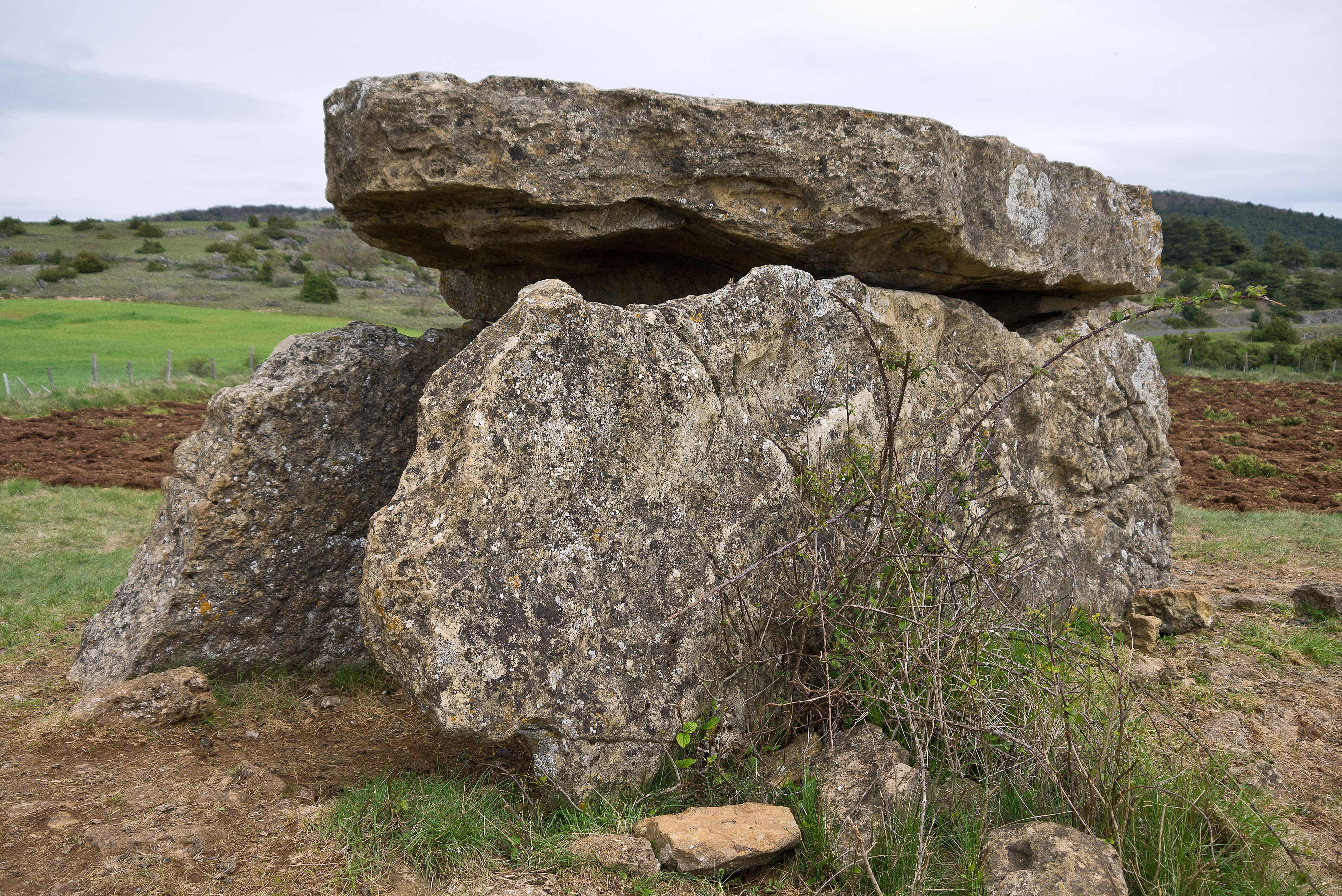
Dolmen de Galitorte in Buzeins
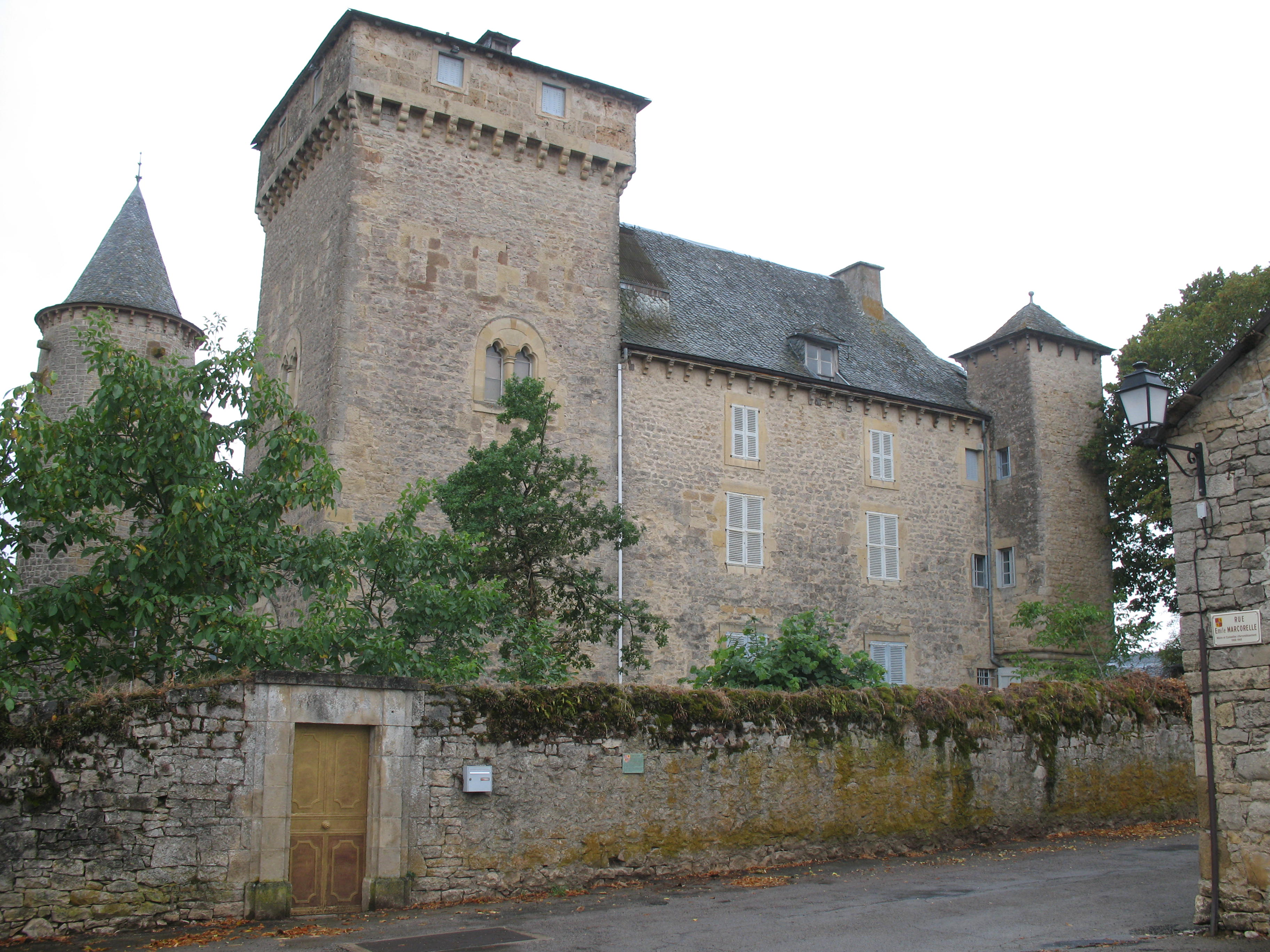
Château de Recoules

Campagnac · La Capelle-Bonance · Castelnau-Pégayrols · La Cresse · Montjaux · Mostuéjouls · Peyreleau · Rivière-sur-Tarn · La Roque-Sainte-Marguerite · Saint-André-de-Vézines · Saint-Beauzély · Saint-Laurent-d'Olt · Saint-Martin-de-Lenne · Saint-Saturnin-de-Lenne · Sévérac d'Aveyron · Verrières · Veyreau · Viala-du-Tarn